# Billard A 80 D
Les Billard A 80 D ses variantes D1, D2, D3 et D4 ainsi que le R 210 sont un modèle d'autorail et remorque à écartement métrique, construit par les Établissements Billard à Tours à partir de 1936.

## Histoire

### Genèse
Cette machine est mise à l'étude sur la demande de la Compagnie de chemins de fer départementaux (CFD) qui recherchait, pour ses petites lignes, une automotrice économique de faible capacité. La commande est passée, pour deux exemplaires, le 8 septembre 1937. L'A 80 D no 1024 est livrée le 2 décembre 1938 au CFD des Charentes, qui lui attribue le no 315 et l'A 80 D no 1023 est livrée le 3 janvier 1939 au CFD d'Indre-et-Loire sud, qui lui attribue le no 513.

### Modèles
- Autorails (tous à motorisation diesel) :
  - A 80 D, caisse large ;
  - A 80 D1, caisse étroite ;
  - A 80 D2, caisse étroite ;
  - A 80 D3, caisse large ;
  - A 80 D4, caisse étroite ;
- Remorques :
  - R 210, remorque conçue sur base d'une caisse d'autorail A 80[3].

### A 80 D

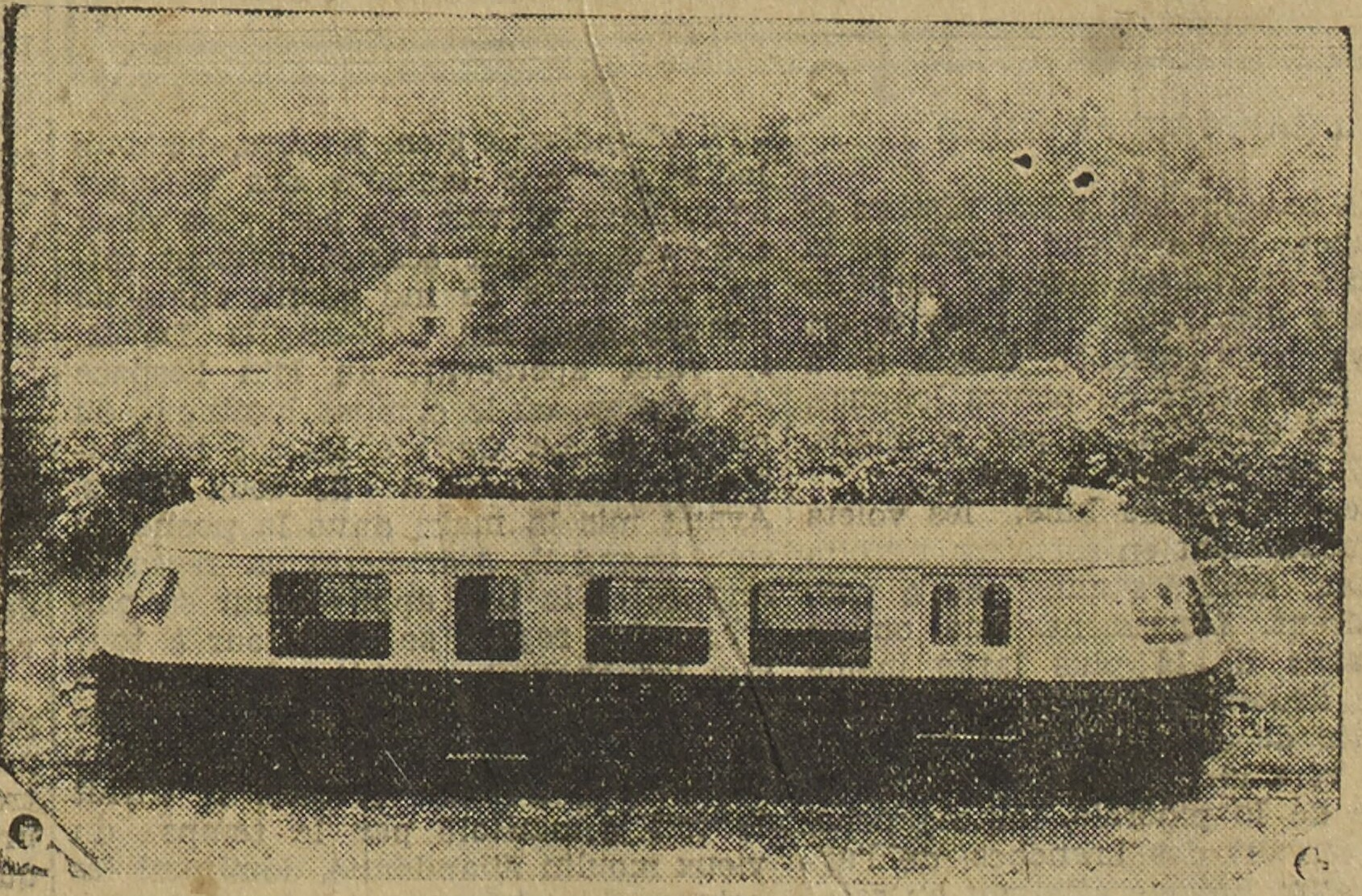
L'un des premiers autorails, lors de sa présentation à la presse le 25 05 1937.

Les CFD prennent livraison en 1937 et 1938 de sept autorails A 80 D dont les 31 et 32 en 1937 et les 311 à 315 en 1937 et 1938, ces autorails sont complétés par la livraison de trois remorques R 210.

### A 80 D1

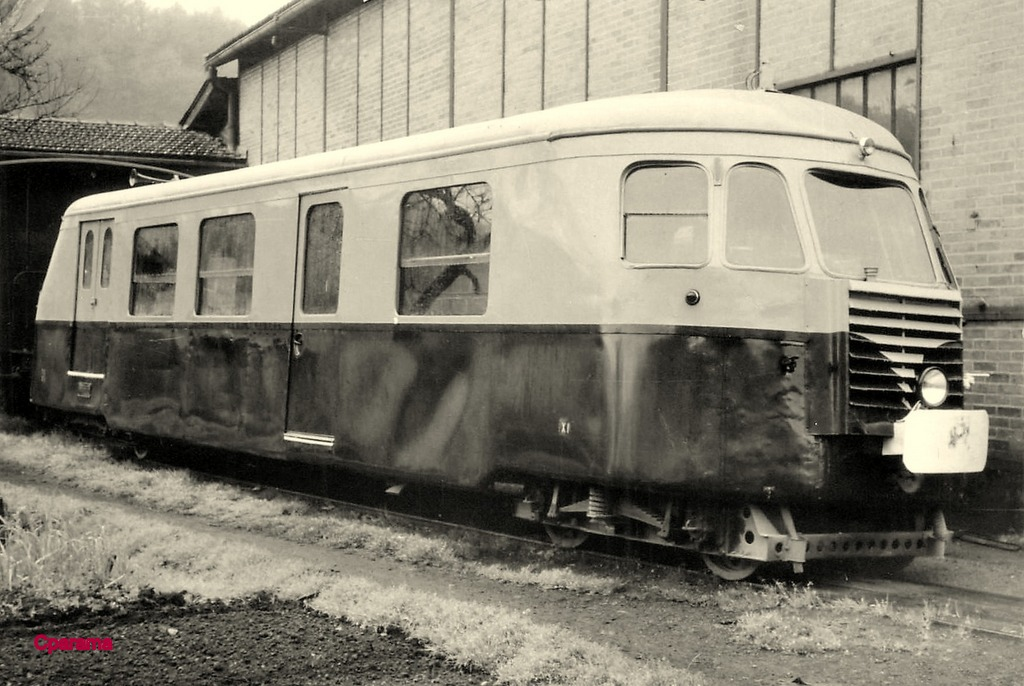
Autorail X1 des Tramways de la Corrèze (TC).

Les CFD prennent livraison en 1938 de douze autorails numérotés 601 à 612 pour les affecter au réseau de la Dordogne, en 1949, l'autorail 606 est démotorisé et transformé en remorque et renuméroté Ra606.
En 1949 ou 1950, la Compagnie générale de voies ferrées d'intérêt local (CGVFIL) acquiert les autorails 608 et 610 ainsi que la remorque Ra606, tout ce matériel est affecté au réseau du Pas-de-Calais. À la fermeture du réseau, les deux autorails et la remorque sont vendus en 1955 aux Tramways de la Corrèze (TC) où les autorails prennent les n°X1 et X2,,.
Entre 1952 et 1954, le PO-Corrèze rachète les neufs autres autorails 601-605, 607, 609 et 611-612, sept sont mis en service sous les numéros X245 à X251 sur le réseau du POC tandis que les 603 et 604 servent pour pièces.

### A 80 D2

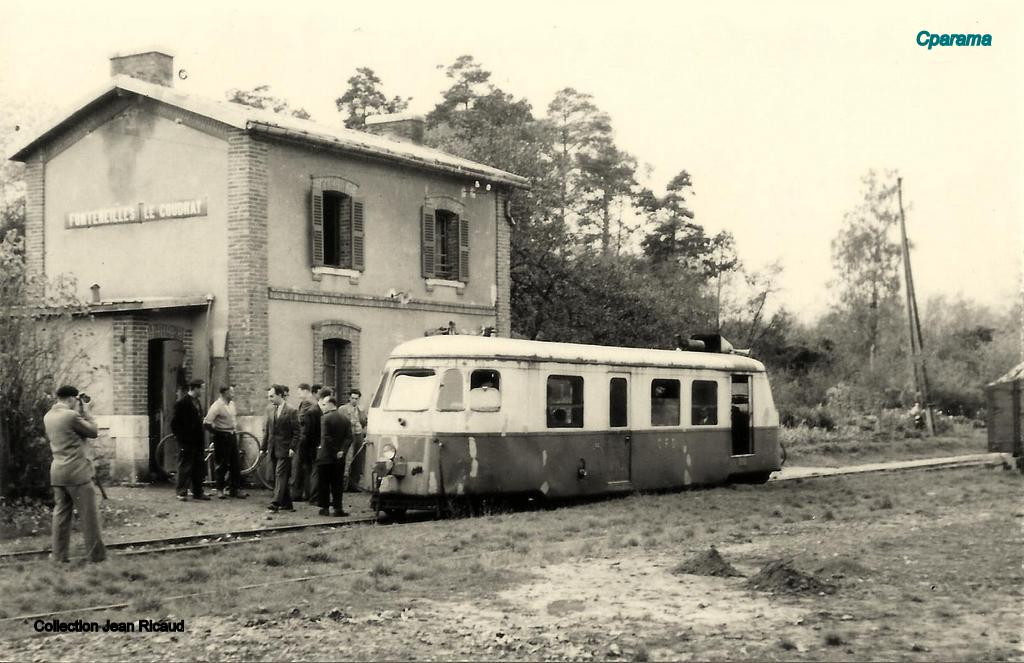

Le réseau des Tramways de la Vendée (TV) alors géré par la Compagnie de chemins de fer départementaux (CFD) prend livraison en 1939 de quatre autorails A 80 D2, numérotées 701 à 704, leur livrée est bleue et grise.
En 1951, la Compagnie générale de voies ferrées d'intérêt local (CGVFIL) rachète l'autorail n°704, en conservant son numéro, la compagnie l'utilise sur son réseau du Pas-de-Calais jusqu'en 1953 ou 1955, il est alors muté sur la ligne d'Estrées-Saint-Denis à Crèvecœur-le-Grand, il y poursuit sa carrière jusqu'à la fermeture de la ligne en 1961 où il est ferraillé,,.
Les autres autorails sont ferraillés en 1951.

### A 80 D3
Les CFD prennent livraison en 1939 d'un autorail A 80 D3 numéroté 316 et l'affecte sur son réseau des Charentes et Deux-Sèvres.

### A 80 D4

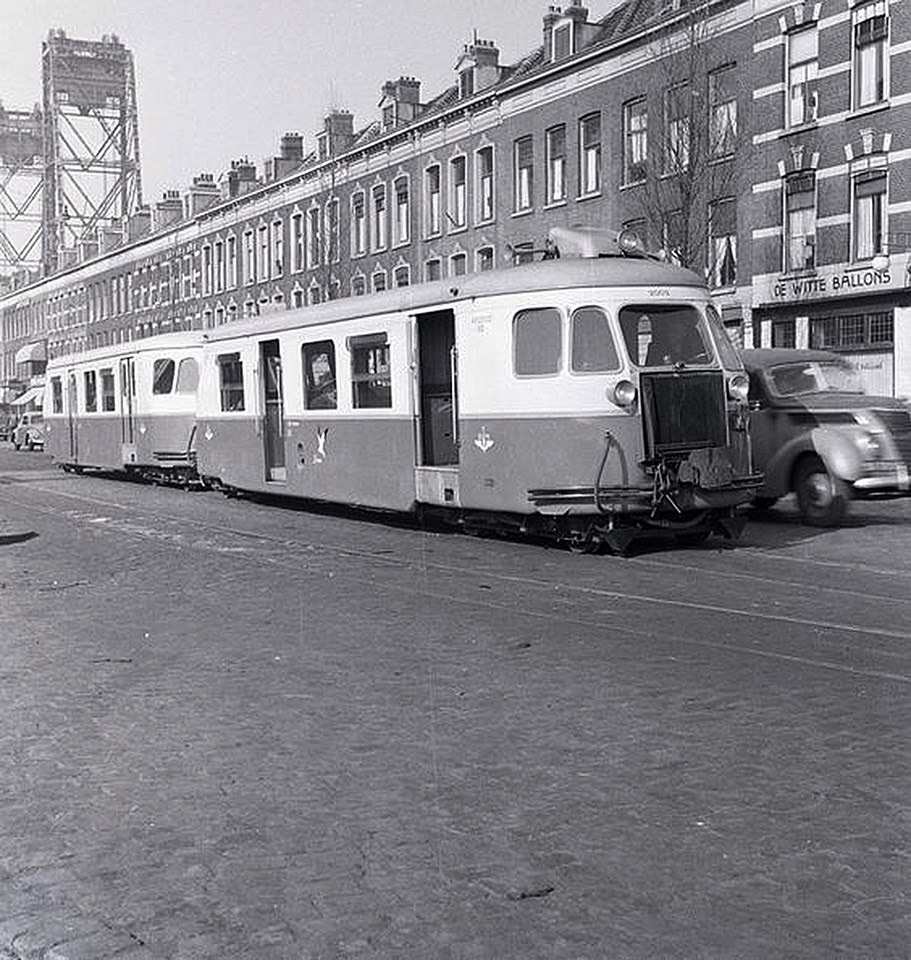
Les anciens autorails 514 et 515 à Rotterdam.

En 1947 et 1948, les CFD prennent livraison de deux autorails A 80 D4 numérotés 514 et 515 qui sont affectés au réseau d'Indre-et-Loire.
En 1951, ils sont vendus à la Rotterdamsche tramweg maatschappij (RTM) qui les met à l'écartement de 1 067 mm. La 515 est renumérotée AR2002BD, surnommée Stern (« sterninae ») tandis que la 514 renumérotée BPD2012 est transformée en remorque. Elles sont utilisées sur la ligne Blaaksedijk - Strijen (nl) jusqu'à sa fermeture le 5 novembre 1956 après quoi elles sont mises hors service.

### R 210

#### Compagnie de chemins de fer départementaux
Les CFD prennent livraison en 1937 et 1938 de sept autorails A 80 D, ces autorails sont complétés par la livraison de trois remorques R 210 numérotées 1 à 3 en 1937.

#### Tramways d'Ille-et-Vilaine
En 1938, les TIV prennent livraison de trois remorques R 210 numérotées R20 à R22. En 1951 ou 1952, la Compagnie générale de voies ferrées d'intérêt local (CGVFIL) les rachète en plus de deux autorails A 150 D6 et les affecte à son réseau du Pas-de-Calais. À la fermeture du réseau, ils sont vendus en 1955 avec les deux A 150 D6 à la Société auxiliaire pour les chemins de fer secondaires (SACFS) pour le réseau du Tarn,.

## Caractéristiques
Le type A 80 D désigne une « automotrice » (terme d'époque) monocaisse, bidirectionnelle, qui comporte deux bogies (un moteur et un porteur) dont la suspension, « triple originale et brevetée », est conçue pour permettre un maximum de confort et une circulation à vitesse élevée, du fait également d'un centre de gravité particulièrement bas. Ces caractéristiques constituent une amélioration sensible par rapport aux autorails précédents (Billard A 50 D, De Dion-Bouton, Tartary). L'autorail A 80 D a une capacité de 32 places assises (hors strapontins).
La motorisation des deux premières unités est constituée par un moteur CLM, type 85 LC 3, un deux temps de 80 chevaux à 1 500 tr/min. Le moteur d'origine se révélant peu fiable en service, il est remplacé par un moteur Diesel, quatre temps, Berliet ou Willème, légèrement plus puissant (90 ou 100 chevaux). Cette modification sera d'abord effectuée lors de retour pour révision et entretien, puis de construction à partir de 1940. Le moteur est associé à une boîte de vitesses mécanique Minerva à cinq rapports.
Il existe deux types de caisses, suivant les gabarits des réseaux : le premier, celui à caisse large (A80D et A80D3), avec une largeur 2,40 m et une longueur 10,53 m, utilisé notamment sur les réseaux de la Compagnie de chemins de fer départementaux CFD, des Charentes, Yonne, Chemins de fer de la Corse et d'Indre-et-Loire sud ; et le second, celui à caisse étroite (A 80 D1, 2 et 4) avec une largeur 2,20 m et une longueur 11,43 m, utilisé sur les CFD Dordogne, Indre-et-Loire, Vendée, Seine-et-Marne, sur les chemins de fer du Tarn et en Corrèze.
Une remorque a également été conçue sur base de l'A 80 D, il s'agit de la R 210.
| Modèle                                | A 80 D           | A 80 D1          | A 80 D4          |
| ------------------------------------- | ---------------- | ---------------- | ---------------- |
| Conduite                              | bidirectionnelle | bidirectionnelle | bidirectionnelle |
| Longueur hors caisse / hors tout [mm] | 10 530 / 11 366  |                  | 11 430 / 12 310  |
| Largeur hors caisse / hors tout [mm]  | 2 400 / ?        | 2 200 / ?        | 2 200 / ?        |
| Entraxes bogies [mm]                  | 7 450            | 8 330            | 8 330            |
| Places assises fixes (strapontins)    | 28 (4)           | 27 (0)           |                  |
| Plans                                 | [ 14 ]           | [ 15 ]           | ,                |

## Matériel préservé

### A 80 D
Cinq exemplaires à caisse large ont été préservés :
Le A 80 D, no 1005 Billard, no 313 CFD Charentes, a été commandé le 8 octobre 1936 et livré le 6 août 1937 à Saint-Jean-d'Angély, il est autorisé à être mis en service le même jour. Son moteur d'origine, CLM 85 LC3 (85 chevaux), est remplacé par un Willème 100 chevaux. À la fermeture du CFD Charentes, il est envoyé au CFD Vivarais le 7 juin 1951 sur lequel il circule jusqu'à sa fermeture en 1968. Conservé pour une utilisation de loisir touristiques par la Compagnie des chemins de fer régionaux (CFR), il est, en 1993, repris par les Voies ferrées du Velay (VFV) qui l'utilise et procède à une grande restauration, avec retour à sa livrée CFD Charentes, en 2001. Depuis, le réseau a été renommé Velay Express et l'autorail fait partie des machines utilisées pour le service touristique ;

Autorail préservé no 313 en 2011
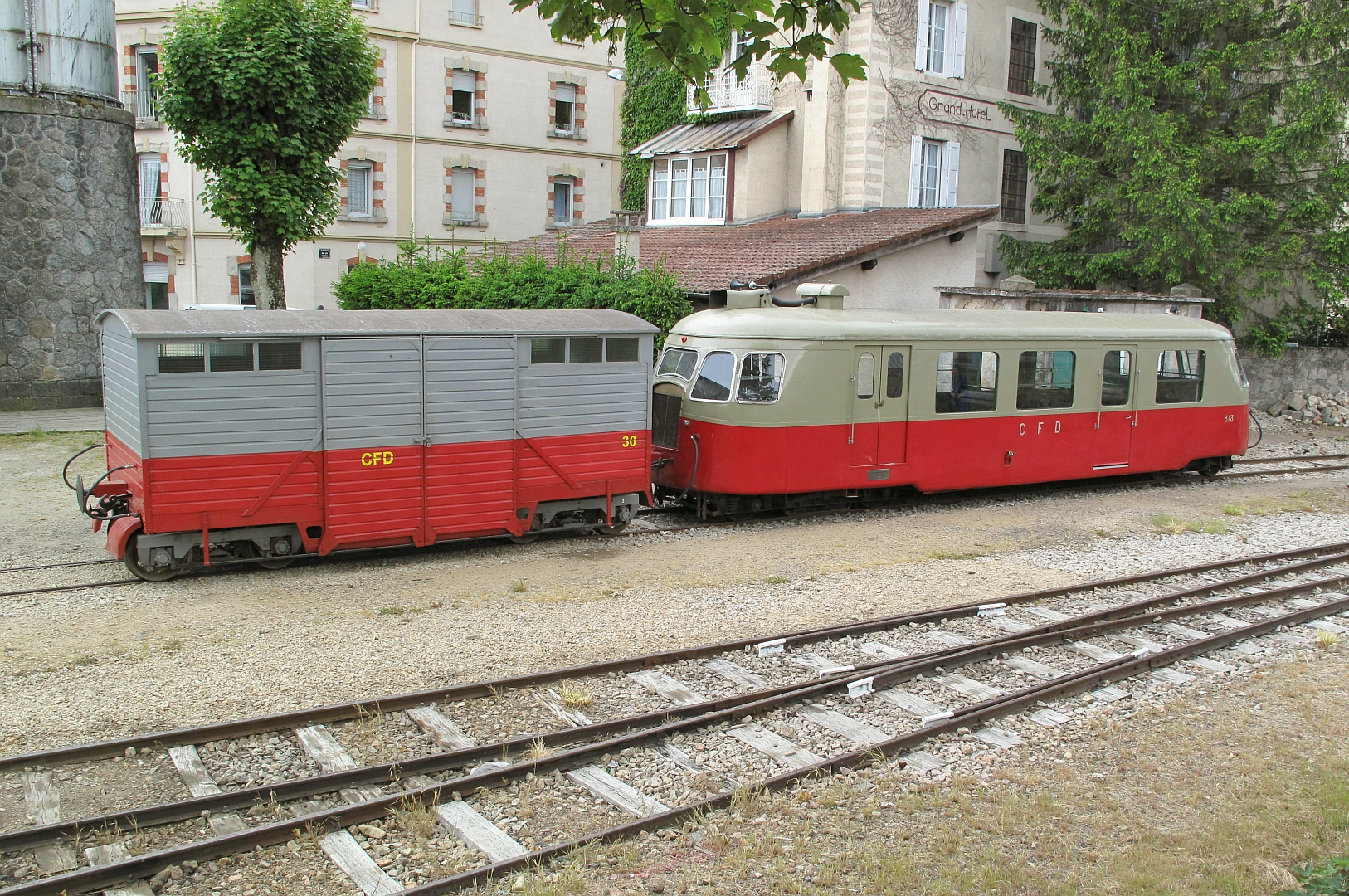
Avec remorque messagerie caisse en bois RM30.
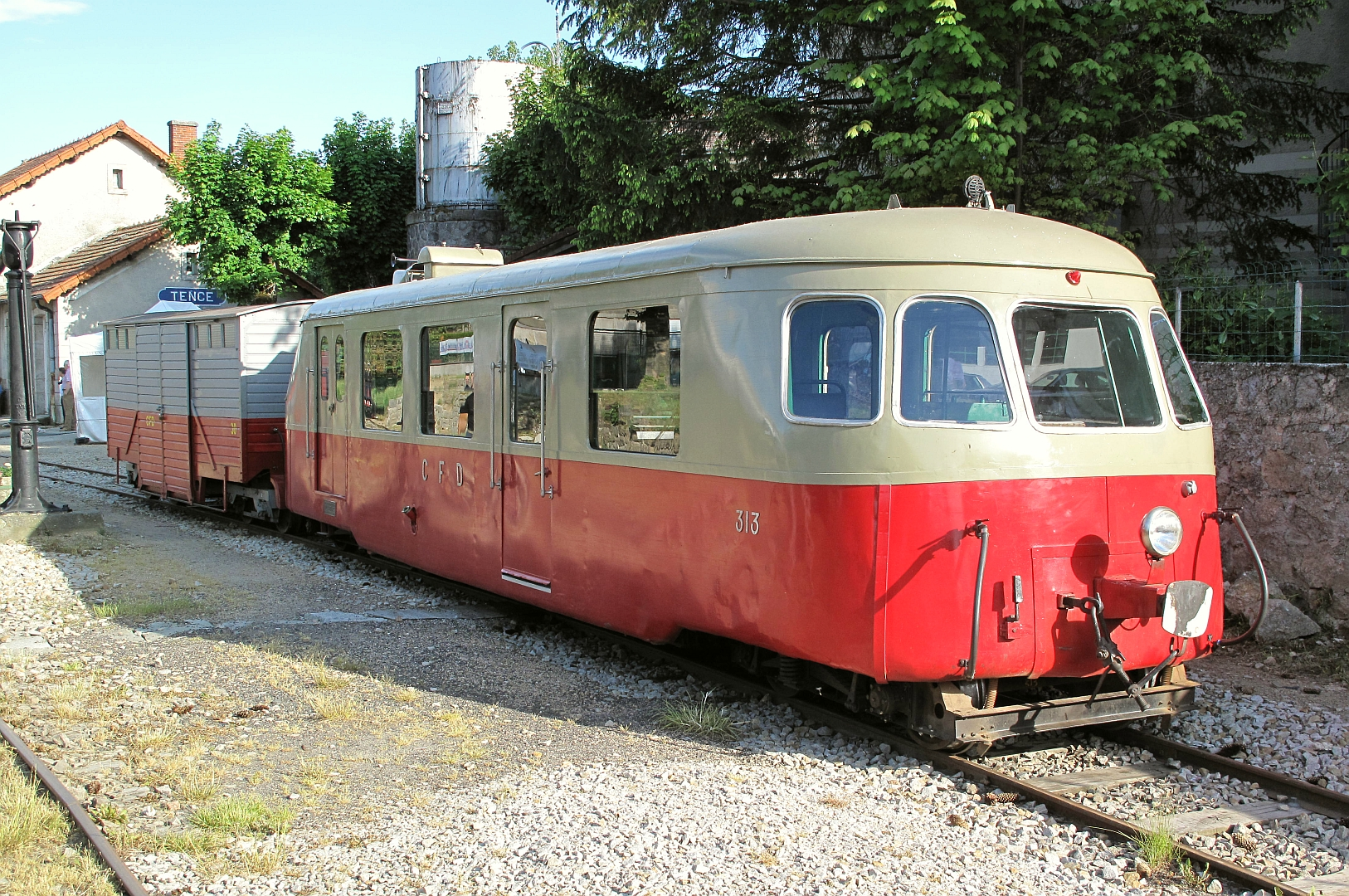
Avec remorque messagerie RM30.
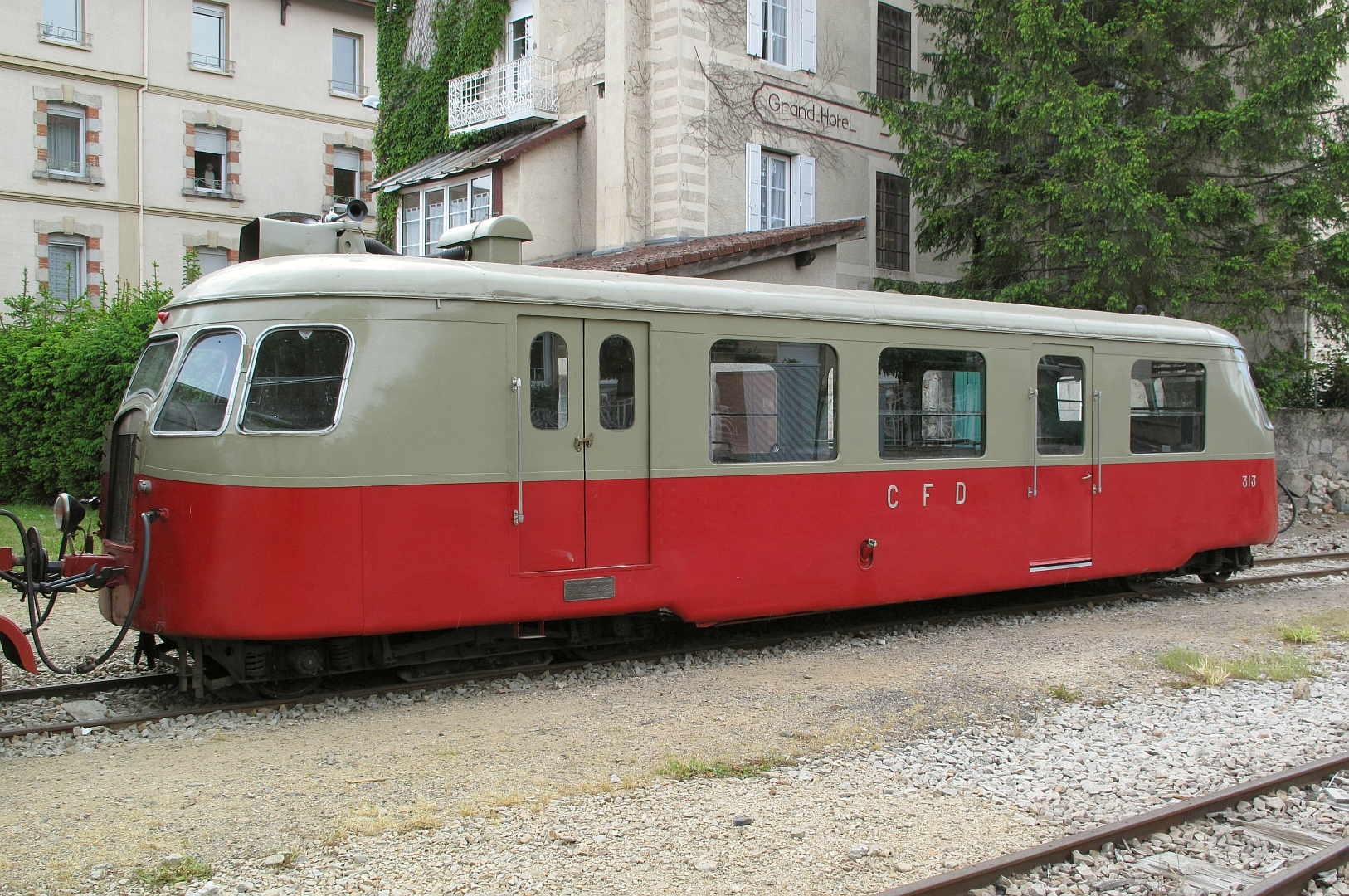
L'engin N° 313 rénové. Moteur sur l'essieu à gauche.

Le A 80 D, no 1006 Billard, no 314 CFD Charentes, a été commandé le 24 mars 1936 et livré le 9 juillet 1937 à Saint-Jean-d'Angély, il est autorisé à être mis en service le 15 juillet. Son moteur d'origine, CLM 85 LC3 (85 chevaux), est remplacé par un Willème 100 chevaux. À la fermeture du CFD Charentes, il est envoyé au CFD Vivarais le 5 août 1952 puis sur le CFD Lozère de 1954 à 1961, il est de nouveau sur le CFD Vivarais de 1961 à 1967 et retourne sur le CFD Vivarais en 1968 quelque mois avant la fermeture de ce dernier. Il est récupéré et conservé, dès 1969, par le Chemin de fer du Vivarais pour son activité de chemin de fer touristique. Propriété du SNC Chemin de fer du Vivarais ;
Le A 80 D, no 1005 Billard, no 315 CFD Charentes, a été commandé le 8 septembre 1937 et livré le 2 décembre 1938, il est autorisé à être mis en service le 12 janvier 1939. Son moteur d'origine, CLM 85 LC3 (85 chevaux), est remplacé par un Willème 100 chevaux. À la fermeture du CFD Charentes, il est envoyé au CFD Vivarais le 17 mai 1951 sur lequel il circule jusqu'à sa fermeture en 1968. Conservé pour une utilisation de loisir touristiques par la Compagnie des chemins de fer régionaux (CFR), il est, en 1993, repris par les Voies ferrées du Velay (VFV).
Devenu une épave longtemps à l'abandon et vandalisée, il est confié en 2016, pour trente cinq ans, au Musée des tramways à vapeur et des chemins de fer secondaires français (MTVS) afin qu'il soit totalement remis en état. Il est transporté sur une remorque routière jusqu'à l'atelier du MTVS à Crèvecœur-le-Grand. Le chantier de démontage débute le 14 septembre 2017. Protégée de la corrosion l'ensemble des éléments présents sur le châssis ont été démontés et classés pour permettre le remontage à l'issue de la première phase de cette restauration ;

Autorail 315 au MTVS pour restauration
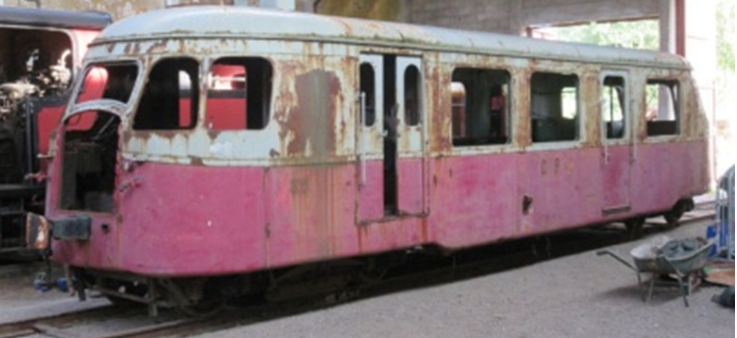
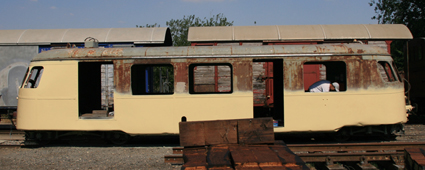

Le A 80 D3, no 1023 Billard, no 513 Indre-et-Loire, a été commandé le 8 septembre 1937 et livré le 3 janvier 1939. Son moteur d'origine, est un BCLM 85 LC3. Il a 608 074 km, au compteur, lorsqu'il est vendu au CFD Réseau de Saône-et-Loire.
Il a 768 369 km lorsqu'il est repris par la Société Auxiliaire pour les Chemins de Fer Secondaires (SACFS), pour circuler sur le réseau des Chemins de fer départementaux du Tarn dont elle reprend l'exploitation. Arrivé à Castres en février 1954, il circule jusqu'au 31 décembre 1962, puis il rejoint Bordeaux pour entrer en chantier, chez Cardede, avant d'être expédié en Corse, en 1966, où la SACFS vient de reprendre l'exploitation du réseau.
Il est attaché au service messagerie puis à celui du matériel en 1974. Il est en mauvais état avec un moteur qui n'est pas complet. C'est au cours des années 90, qu'il est mis hors service.
En 2007, il est légèrement modifié pour être intégré dans un décor du film L'Homme de Londres puis il est garé au dépôt de Bastia.
En 2018, il est déplacé pour être installé « à l'air libre à Lumio devant l'hangar du petit musée des CFC ».

### A 80 D3
Le A 80 D3, no 1025 Billard, no 316 CFD Charentes, a été commandé le 21 décembre 1938 et livré le 5 juillet 1939, il est autorisé à être mis en service le 13 juillet.
Son moteur d'origine, est un Berliet MDB 3R. À la fermeture du CFD Charentes, il est envoyé au CFD Vivarais le 5 août 1952.
Le moteur d'origine est remplacé par un Willème 100 chevaux en 1953.
Il est récupéré et conservé, en 1969, par le Chemin de fer du Vivarais pour son activité de chemin de fer touristique. Propriété du SNC Chemin de fer du Vivarais, il est en état de marche et régulièrement utilisé.